# Волкова, Екатерина (гимнастка)
Екатери́на Во́лкова (фин. Ekaterina Volkova; род. 2 июля 1997, Санкт-Петербург, Россия) — финская гимнастка русского происхождения; член сборной Финляндии на летних Олимпийских играх 2016 года.

## Биография
Пришла в художественную гимнастику в 2004 году, начав тренироваться у Ларисы Грядуновой. В 2012 году включена в национальную сборную Финляндии по художественной гимнастике. Представляет клуб Elise Helsinki.
В 2015 году заняла 27-ю позицию на Чемпионате мира по художественной гимнастике. Хореографом гимнастки является Яана Пууппонен.
Участвовала в Олимпийских играх 2016 года, заняв 21-е место в квалификации, что не позволило ей пройти в финальную часть соревнований.